# Jakub Šépka
Jakub Šépka (* 5. März 2002 in Prag) ist ein tschechischer Beachvolleyballspieler.

## Karriere

### Karriere Jugend und Junioren
Der in der tschechischen Hauptstadt geborene Sportler startete 2018 und 2019 mit verschiedenen Partnern bei den Kontinentalmeisterschaften der unter Achtzehnjährigen und erreichte beide Male das Achtelfinale. Ein Jahr später wurde
Tomáš Semerád ständiger Partner des Abwehrspielers und stand mit ihm beim älteren Jahrgang ebenfalls unter den besten sechzehn Teams Europas. Während 2021 die U20-EM mit dem siebzehnten Rang eher suboptimal verlief, konnten die Tschechen bei den  U19-Welttitelkämpfen ins Viertelfinale und bei den unter Einundzwanzigjährigen sogar in die Vorschlussrunde einziehen. In der folgenden Saison war die Runde der letzten Acht bei der U22-EM die Endstation für das Duo. Dieses Resultat bestätigten sie 2023.

### Karriere Erwachsene
Erste nennenswerte internationale Ergebnisse erkämpften die beiden auf der World Tour 2022, als sie sich beim Challenger in Itapema durch die Qualifikation ins Hauptfeld vorarbeiteten, beim gleichwertigen Wettbewerb in Agadir die Lucky-Loser-Runde überstanden und auf Sun Island sogar ins Viertelfinale vordringen konnten. Bei der EM im gleichen Jahr schieden sie satz- und sieglos nach der Gruppenphase aus. 2023 konnten sie ein Turnier der tschechischen Beachserie für sich entscheiden. Die Europameisterschaft endete für sie in der ersten K.-o.-Runde und beim Challenge in Brno belegten sie den geteilten fünften Platz.
Anschließend wechselte Šépka zu Jiří Sedlák und konnte mit ihm beim heimischen Elite16 in Ostrava 2024 zwei der drei Poolspiele gewinnen. Auf der Habenseite dieser Spielzeit stand weiterhin der erste Sieg der beiden bei einem FIVB-Event. Im Futures von Leuven konnten sie im Endspiel den späteren Europameister Kristiāns Fokerots und dessen damaligen Partner in zwei Sätzen bezwingen. Der bis dahin größte Erfolg ihrer Karriere gelang den Tschechen jedoch bei den kontinentalen Titelkämpfen des gleichen Jahres. Nach drei ungefährdeten Erfolgen in der Gruppenphase überstanden sie auch das Achtelfinale ohne Satzverlust und mussten sich erst nach der Niederlage gegen die Niederländer Immers / van de Velde mit dem geteilten fünften Rang zufriedengeben.